# Messier 4
Messier 4 (kurz M4, auch NGC 6121) ist ein Kugelsternhaufen im Sternbild Skorpion, unweit des hellen Sterns Antares. Er wurde im Jahr 1746 vom Amateurastronomen Philippe Loys de Chéseaux entdeckt und am 8. Mai 1764 von Charles Messier katalogisiert. Mit 6.000 Lichtjahren Entfernung ist er der nächstgelegene Kugelsternhaufen und wird daher oft zu speziellen Untersuchungen herangezogen.

## Erscheinungsbild
Obwohl er recht klein ist, hat M4 eine beachtliche Winkelausdehnung und ist daher ein eindrucksvolles Objekt für die astronomische Beobachtung. Wegen seiner südlichen Position ist der Haufen allerdings für Amateurastronomen in Mitteleuropa weniger attraktiv als etwa die unweit gelegenen M5 oder M19. Der Haufen besitzt bei einem Durchmesser von 75 Lichtjahren etwa 100.000 Sterne und ist recht schwach konzentriert (Klasse 9), zeigt also keine sehr ausgeprägte zentrale Helligkeit. Eine Studie an mehr als 600 Weißen Zwergen ergab ein Alter von ungefähr 12,7 Milliarden Jahren.
Auffällig ist die schon 1783 von Wilhelm Herschel 1783 beschriebene zentrale Balkenstruktur, die aus einer 2,5′ langen Sternreihe etwa 11. Größe besteht und sich fast durch den ganzen dichten Haufenkern zieht.

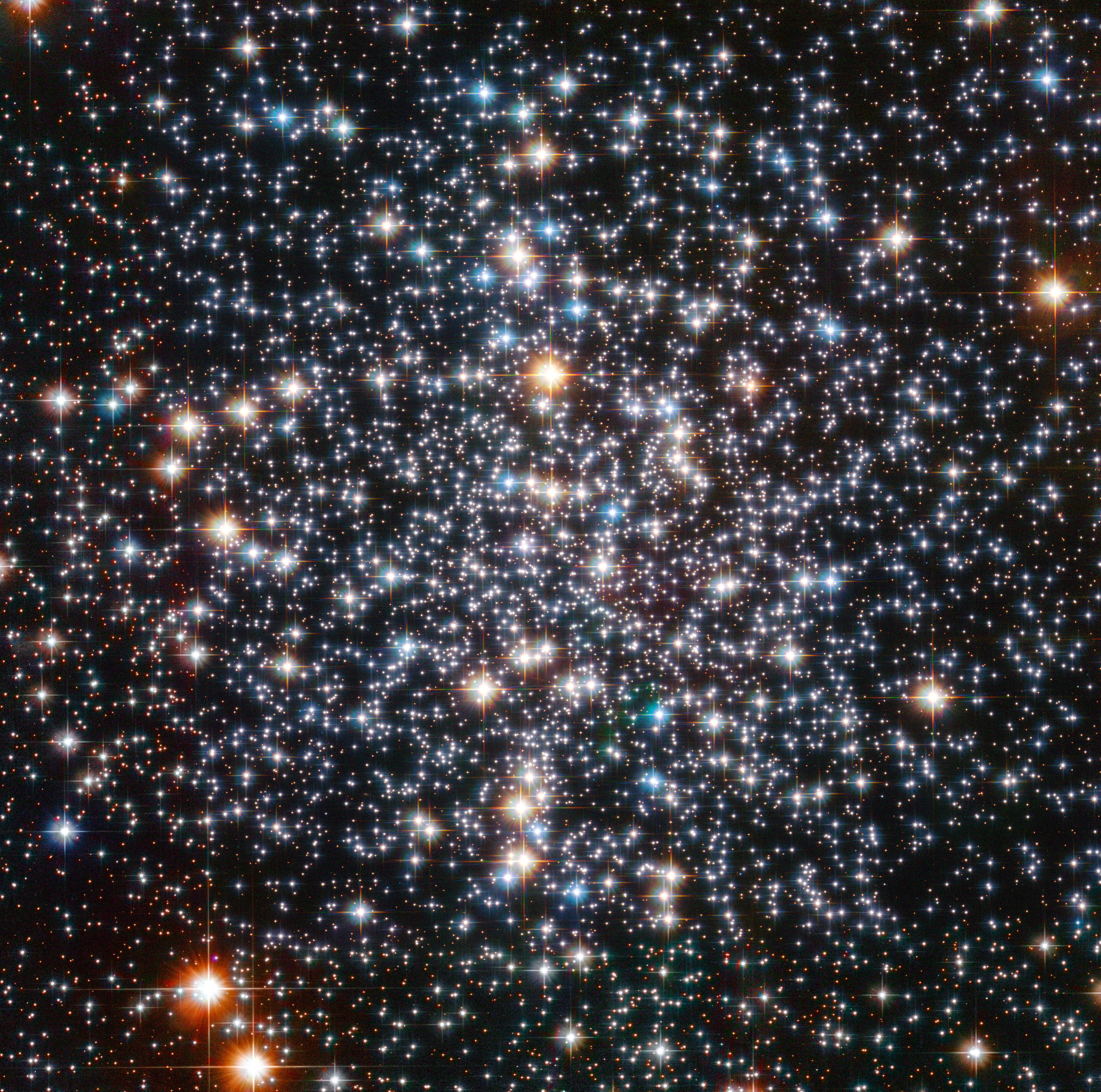
Aufnahme des Zentrums mithilfe des Hubble-Weltraumteleskops
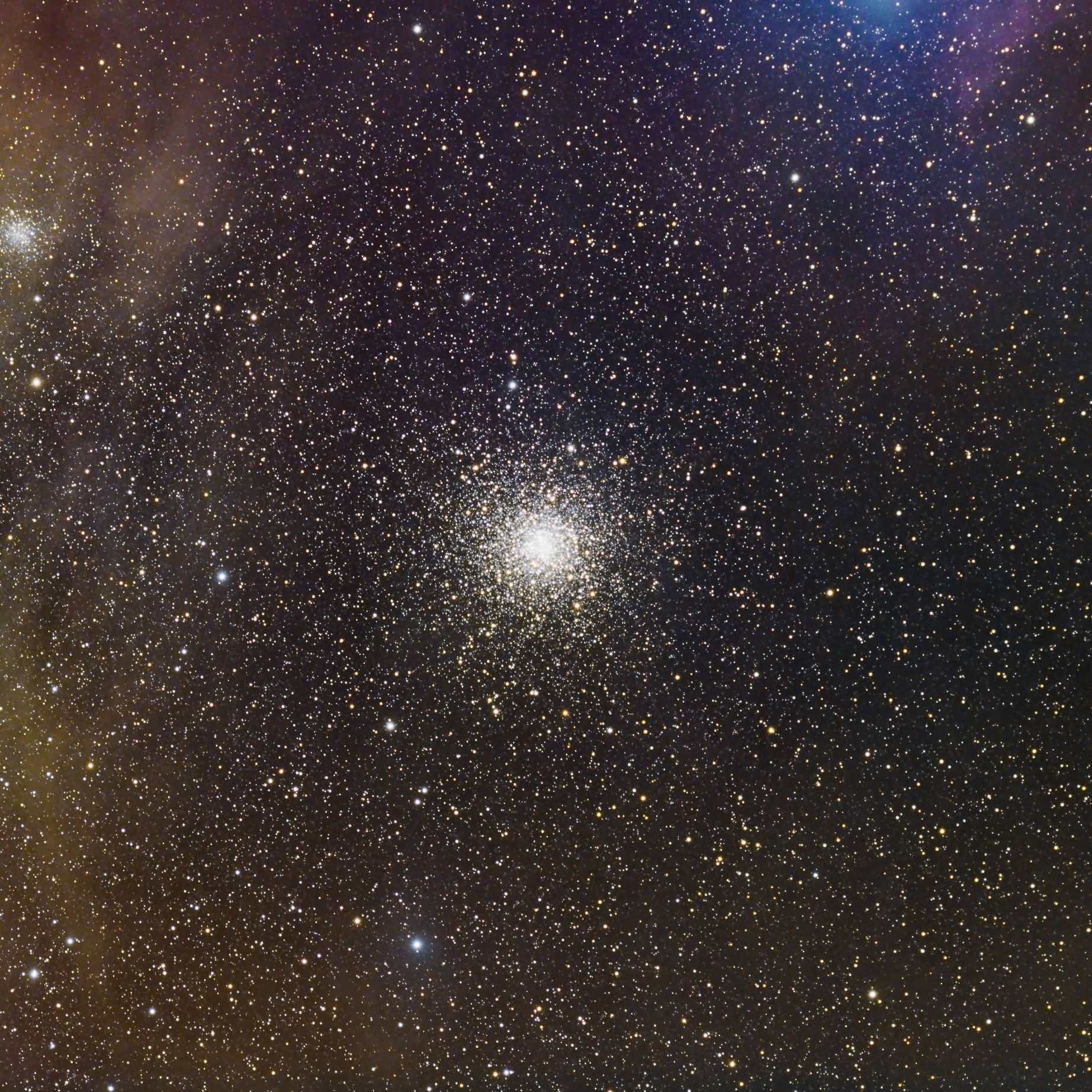
Amateurastronomische Panoramaaufnahme, links oben ist NGC 6144 zu erkennen